# Opel RAK1 (Automobil)

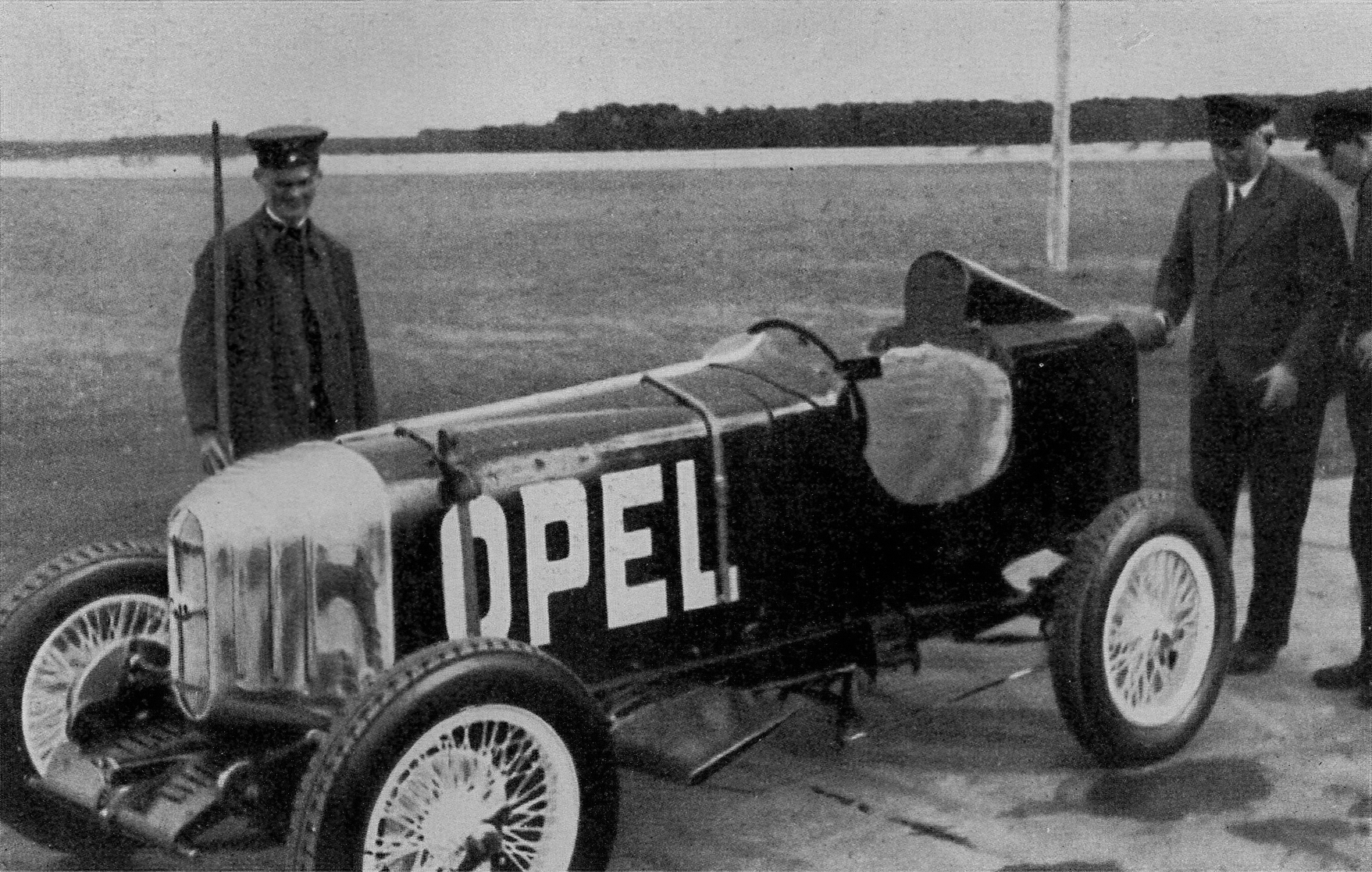
RAK1 auf der Opel-Rennbahn, rechts am Wagen Sander, der Konstrukteur des Raketenantriebs, 11. April 1928

Die Opel Sander-Rakete, bzw. später zumeist nur noch Opel RAK1 genannt, war das erste Fahrzeug mit Raketenantrieb. Das Fahrzeug wurde im Frühjahr 1928 im direkten Auftrag von Fritz von Opel von dem Werksingenieur und Testfahrer Kurt C. Volkhart konstruiert, am 12. März 1928 erstmals getestet und am 11. April 1928 auf der Opel-Rennbahn der Öffentlichkeit vorgestellt.

## Hintergrund
In den 1920er- und 1930er-Jahren gab es neben den bekannten Raketenpionieren viele weitere, die sich mit mehr oder weniger Erfolg dem Raketenantrieb und dessen Erforschung widmeten. Neben dem naheliegenden Einsatz in der Luftfahrt und der damals eher theoretischen Raumfahrt wurden auch Einsatzmöglichkeiten für landgestützte Fahrzeuge experimentell durchdacht und als Vorstufe angesehen. Die Prototypen der Opel-RAK-Reihe dienten also der technischen Grundlagenforschung, wurden aber auch stets zu Werbe- und Promotionzwecken eingesetzt.

## Projektbeginn
1923 entwickelte die Versuchsabteilung von Opel auf Basis eines Vorserienmodelle des Opel 4 PS (Spitzname „Laubfrosch“) einen Rennwagen, der bis 1926 mehrere Siege einfuhr. Danach wurde das Fahrzeug für Fahrwerktests verwendet.
In dieser Zeit traf Fritz von Opel, Enkel des Firmengründers, auf den Astronomen, Raketenpionier und Testpiloten Max Valier, mit dem er die Begeisterung für die damals noch junge Raketentechnik teilte.
Valier konnte von Opel für die Idee gewinnen, der das Projekt mit 30.000 Reichsmark unterstützte, und beide beschlossen den Bau eines Raketenautos. 1928 baute der Opel-Ingenieur und Rennfahrer Kurt C. Volkhart den „Versuchswagen T35“ zur ersten Version von RAK1 um. Hinter dem Fahrer wurden zwölf Feststoffraketen installiert, die der Ingenieur Friedrich Wilhelm Sander beisteuerte. Über ein Pedal im Fußraum wurden diese Pulverraketen aktiviert.

## Erste Tests

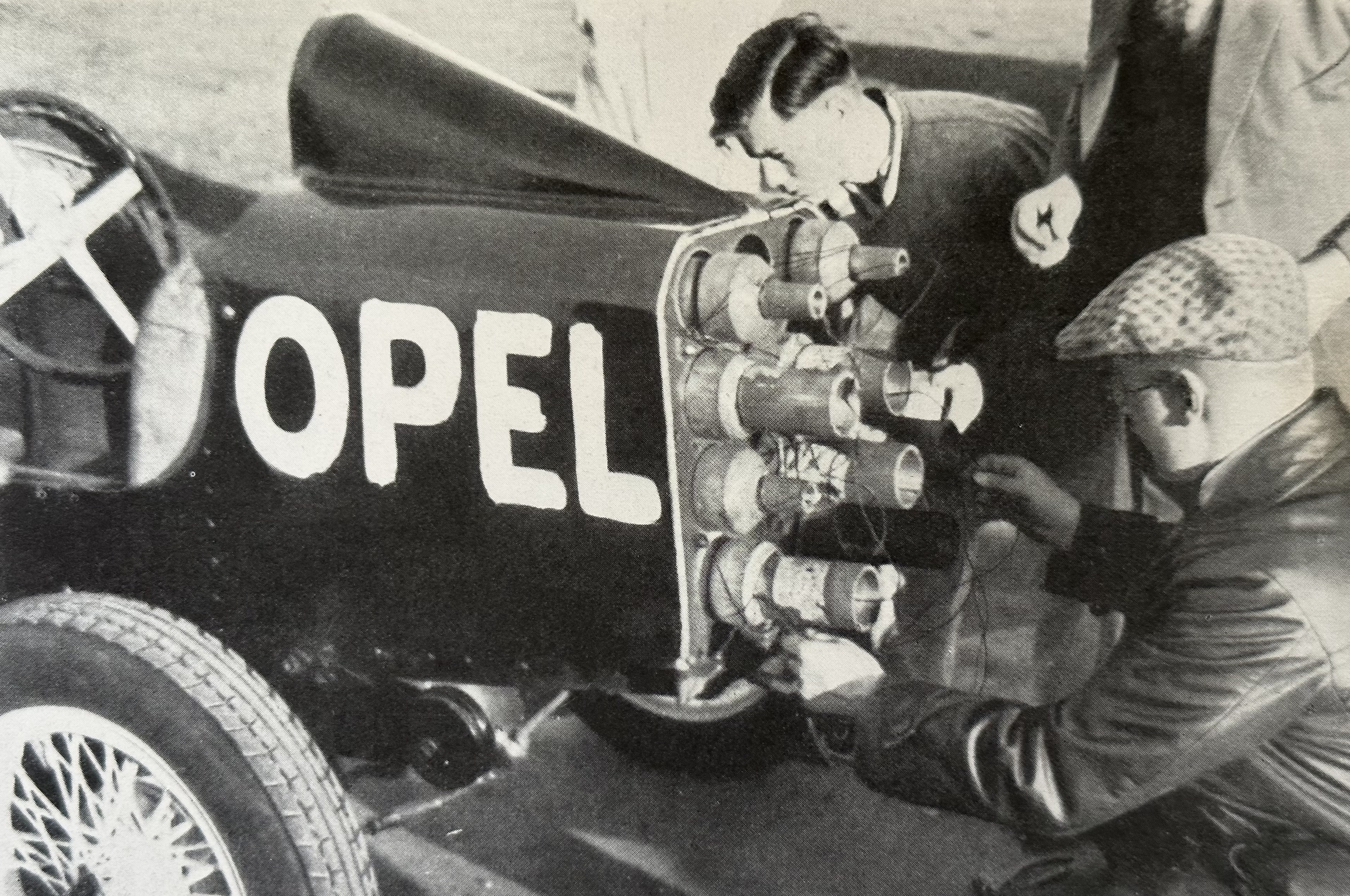
Der Raketenkasten, rechts kniend Fritz von Opel

Eine erste geheime Reihe von Testfahrten fand am 12. März 1928 auf der Opel-Rennbahn südlich von Rüsselsheim am Main statt. Der Opel-Testfahrer Volkhart, der auch die Entwicklung und den Bau von RAK1 leitete, führte die Testläufe durch. Zuerst startete er mit nur zwei Raketen – einer sogenannten „Seelenrakete“ für den Start sowie einem „Dauerbrander“ für anhaltenden Schub.
Diese erste Testfahrt dauerte 35 Sekunden, in denen RAK1 150 Meter zurücklegte.
Nach und nach wurde die Anzahl der Raketen und damit die Schubkraft erhöht.
Der letzte Versuch des Tages erfolgte mit Unterstützung des damals noch vorhandenen Verbrennungsmotors, um den anfänglichen Rollwiderstand zu überwinden. Die Raketen wurden bei ca. 30 km/h gezündet und beschleunigten das Fahrzeug dann innerhalb von 1,5 Sekunden auf 75 km/h,
obwohl nur fünf Raketen zündeten.

## Der eigentliche RAK1
Nach diesem ersten erfolgreichen Vorabtest baute Volkhart mit seinem Team, dem Ingenieur Schaberger und den Mechanikern August Becker, Hans Grein und Karl Treber, innerhalb von nur einem Monat die später der Presse vorgestellte endgültige Version von RAK1.
Dieser zweite, „offizielle“ RAK1 basierte auf dem kurzen Fahrgestell des Opel 10/40 PS. Volkhart entwarf dafür eine spezielle Monoposto-Karosserie, also eine schmale, einsitzige Rennwagenform. Der Verbrennungsmotor war entfernt worden (unter der Motorhaube verblieben lediglich einige Leitungen und Gestänge) und anstelle des damals üblichen dominanten Kühlers wurde eine strömungsgünstig spitze Front montiert. An der Vorderachse wurden zwei kleine, 50 bis 60 cm große Tragflächen für zusätzlichen Abtrieb angebracht und in das Heck eine Stahlbox für zwölf Raketen eingebaut. Zum Schutz des Fahrers wurde eine Stahlplatte bis in die Kopfstütze gezogen und der Sitz bis in die Kopfstütze voluminös mit Sackleinen gepolstert.

## Öffentliche Präsentation
Am 11. April 1928 wurde der Opel RAK1 auf der Opel-Rennbahn der Öffentlichkeit und der Presse präsentiert. Der bekannte Frankfurter Fotograf Paul Wolff dokumentierte die Premiere. Das Fahrzeug wurde dem Publikum detailliert vorgeführt. Unter anderem wurde die Motorhaube geöffnet, um zu zeigen, dass anstelle eines Verbrennungsmotors nur die Zündanlage für die Raketen eingebaut war.
Um 16:30 Uhr hob Volkhart den Arm als Zeichen zum Start, die Raketen zündeten, mit lautem Heulen und viel Rauch startete der Raketen-Wagen RAK1. Das Fahrzeug war mit zwölf Raketen bestückt, zur Anfahrt sechs Dreisekundenbrenner und sechs weitere Raketen mit einer Sekunde Schub. Die drei Sekunden verliehen dem Fahrzeug die Anfangsgeschwindigkeit, die dann mit einzeln gezündeten Raketen erhöht wurde.
Fritz von Opel warnte davor, dass die Nordkurve höchstens 120 bis 125 km/h zulässt, aber Volkhart durchfuhr die Kurve mit 140, da der Zündapparat der Raketen nicht abstellbar war.
Bereits nach acht Sekunden überschritt das Fahrzeug die 100-km/h-Marke. Selbst für den erfahrenen Rennfahrer war die Beschleunigung unerwartet:

„… der Druck hat sich unangenehm auf den Magen gelegt!“

Bei einem zweiten Versuch am 11. April 1928, bei dem alle Raketen funktionierten, erzielte Volkhart 140 km/h.
Die internationale Presse feierte dies als Einstieg in die raketengetriebene Raumfahrt.
Am 17. April startete der nächste Test. Ziel war es, eine längere Distanz mit einem voll bestückten Raketensatz von zwölf Seelenraketen zu absolvieren. Aber wieder explodierte eine Rakete und das Fahrzeug kam nicht über die 100 km/h hinaus.

## Verbleib
Nach diesen erfolgversprechenden Resultaten beauftragte Fritz von Opel noch im selben Monat den Bau des Opel RAK2, der auf der Berliner AVUS etwa 230 km/h erreichte.
RAK1 wurde wieder zum regulären Automobil zurückgebaut: „Also wieder raus mit den Raketen und rein mit dem Vierzylinder-Motor“. Auch die Stummelflügel hinter den Vorderrädern, die für den nötigen Anpressdruck gesorgt hatten, wurden demontiert. Übrig blieb ein ganz normaler, „braver“ Sportwagen.